# Рассольная (урочище)
Рассольная — исчезнувшая деревня на современной территории Горнозаводского района Пермского края России.

## Географическое положение
Деревня Рассольная (Росольная) была расположена в труднодоступной таёжной местности в горах Среднего Урала, в восточной части Пермского края, на правом берегу реки Чусовая, в устье реки Рассольная (приток Чусовой), выше по течению реки Чусовая от посёлка Усть-Койва. В окрестностях урочища расположены скалы Гнутый Камень, Камень Башня и Гусельный Камень.

## История
Деревня Рассольная была основана в середине XVIII века. В окрестностях деревни был найден бурый железняк, благодаря которому возникли Рассолинские и Троицкие железные рудники. Поселение располагалось по обоих берегах реки Рассольная. Благодаря Кусье-Александровскому заводу возникла пристань и верфь, также действовала лесопильная мельница.
В 1912 году деревню запечатлел известный фотограф С. М. Прокудин-Горский.
В конце 1970-х годов деревня перестала существовать.
В настоящее время сохранились остатки старой плотины на реке Рассольная.

## Пристань Рассольная
При впадении реки Рассольная в реку Чусовая при деревне Рассольной была расположена пристань, с которой загружались барки продукцией Кусье-Александровского завода. Здесь также строились барки для завода, которые сплавлялись по Чусовой до Койвинской пристани, где загружались железом. А на плёсе перед деревней Рассольной на протяжении 1 километра находились хватки для барок.